# Mellicta variabella
Mellicta variabella är en fjärilsart som beskrevs av Ruggero Verity 1931. Mellicta variabella ingår i släktet Mellicta och familjen praktfjärilar. Inga underarter finns listade i Catalogue of Life.